# أمبر إنجليش
آمبر إنجليش (من مواليد 25 أكتوبر 1989، في كولورادو سبرينغز، كولورادو)، هي لاعبة رماية ورياضية أمريكية، فازت بالميدالية الذهبية في الرماية للسيدات في دورة الألعاب الأولمبية 2020 في طوكيو، اليابان، مسجلة رقمًا قياسيًا أولمبيًا جديدًا قدره 56. تعمل آمبر حاليًا كملازم أول في جيش الولايات المتحدة.